# Giulio Cesare Polerio
Giulio Cesare Polerio (Lanciano, c. 1548 - Roma, c. 1612) fue un ajedrecista italiano considerado el mejor jugador de ajedrez de Roma a finales del siglo XVI. Es contemporáneo de Ruy López de Segura. En sus escritos se citan por primera vez algunos gambitos que han venido siendo practicados hasta nuestros días, algunos de ellos con nombres de ajedrecistas muy posteriores que contribuyeron a su difusión.

## Trayectoria
Polerio acompañó a Leonardo da Cutri a España cuando este participó en el célebre torneo de Madrid de 1575. Fue protegido del duque de Sora (Lazio), que le concedió una renta de 300 escudos.
Recogió en diversos documentos numerosas partidas jugadas tanto por él como por otros jugadores. Parte de estos documentos pertenecen a la familia Buoncompagni Ludovisi y fueron publicados en un Tratado de ajedrez de Giulio Cesare Polerio dedicado a Giacomo I Buoncompagni, duque de Sora. Contiene 148 partidas, un poema de 36 versos atribuido a Rotilio Gracco y 38 problemas.
En esos documentos hay partidas de Leonardo da Cutri, Paolo Boi, Alfonso Cerón, el portugués Santa María, el español Busnardo, Ruy López de Segura y el conde de Ávalos. Muchas aperturas que aparecen en ellos se conocen hoy con otros nombres, como el Gambito Muzio, de la Defensa siciliana, el Gambito de centro, la Defensa berlinesa, la Defensa de los dos caballos, la Defensa de los cuatro caballos, y otras. Las posiciones se describen con un particular sistema de notación que va del 1 (h1) al 64 (a8)
Se le atribuye la traducción de la obra de Ruy López de Segura que titularía L'elegantia sottilità verità della virtuosissima professione de' scacchi, que se encuentra en la Biblioteca Nacional Central de Florencia.